# مقر قيادة الإسبتارية بعكا
يُعتبر مقر قيادة الإسبتارية بعكا مجمعًا ضخمًا أسسه فرسان الإسبتارية. يقع في مدينة سان جان دكر. في القرن الثالث عشر، أصبحت القيادة حصارًا على وسام القديس يوحنا القدس حتى سقوط المدينة عام 1291.

## تاريخ

### سنوات أولى
منذ السنوات الأولى لتأسيس الصليبيين في المدينة، تلقى فرسان الإسبتارية ممتلكات تم التبرع بها. في عام 1110، منحهم الملك بالدوين الإذن بالحفاظ على المباني الواقعة شمال كنيسة سانت كروا. في سنوات 1130، تضررت المباني أثناء الأعمال بالقرب من الكنيسة وقرر فرسان الإسبتارية التحرك بالقرب من الجدار الشمالي للمدينة من القرن الثاني عشر. هذا هو مكان القيادة الفعلي.
في عام 1149، كانت الشهادة الأولى للقائد في وثيقة تتعلق ببناء كنيسة سان جان. في عام 1169، وصف أحد الحجاج قيادة الفرسان في عكا بأنها مبنى محصن مثير للإعجاب.

### نقل المقر
بعد هزيمة حطين عام 1187، استولى صلاح الدين على المدينة. في عام 1191، خلال الحملة الصليبية الثالثة، استعاد الفرنجة عكا بعد حصارها. عاد فرسان الأسبتارية إلى مبانيهم. لم تعد القدس في أيدي الصليبيين. وهكذا تصبح القيادة المقر الجديد للأمر. حدثت حملة بناء جديدة بين نهاية القرن الثاني عشر والقرن الثالث عشر بأجنحة جديدة وأرضيات إضافية.

## هندسة معمارية

### فناء داخلي
تبلغ مساحة الفناء 1200 م 2 وتحيط به سلسلة من الأقواس. على الجانب الشرقي يوجد درج يؤدي إلى الأجزاء العلوية. يوجد بئر بعمق 4.5 متر بالقرب من الجانب الشمالي وبركتان ضحلتان بجوار هذا البئر. على الجانب الجنوبي تم بناء بركة بعمق 1.5 متر وبئر آخر.

### جناح شمالي
تم بناء هذا الجناح بمحاذاة الجدار الشمالي. هناك عشر غرف مقببة يبلغ ارتفاعها عشرة أمتار بنيت خلال عصر الفرنجة. الجدار الخارجي ضخم بسمك 3.5 م. في وقت لاحق إلى الغرب، سيتم استكمال هذا المبنى بغرفتين جديدتين. يوجد في جدار السوق نوافذ تطل على ممر ضيق وجدار غرفة العمود. مدخل المبنى في الجدار الجانبي الجنوبي.

## معرض

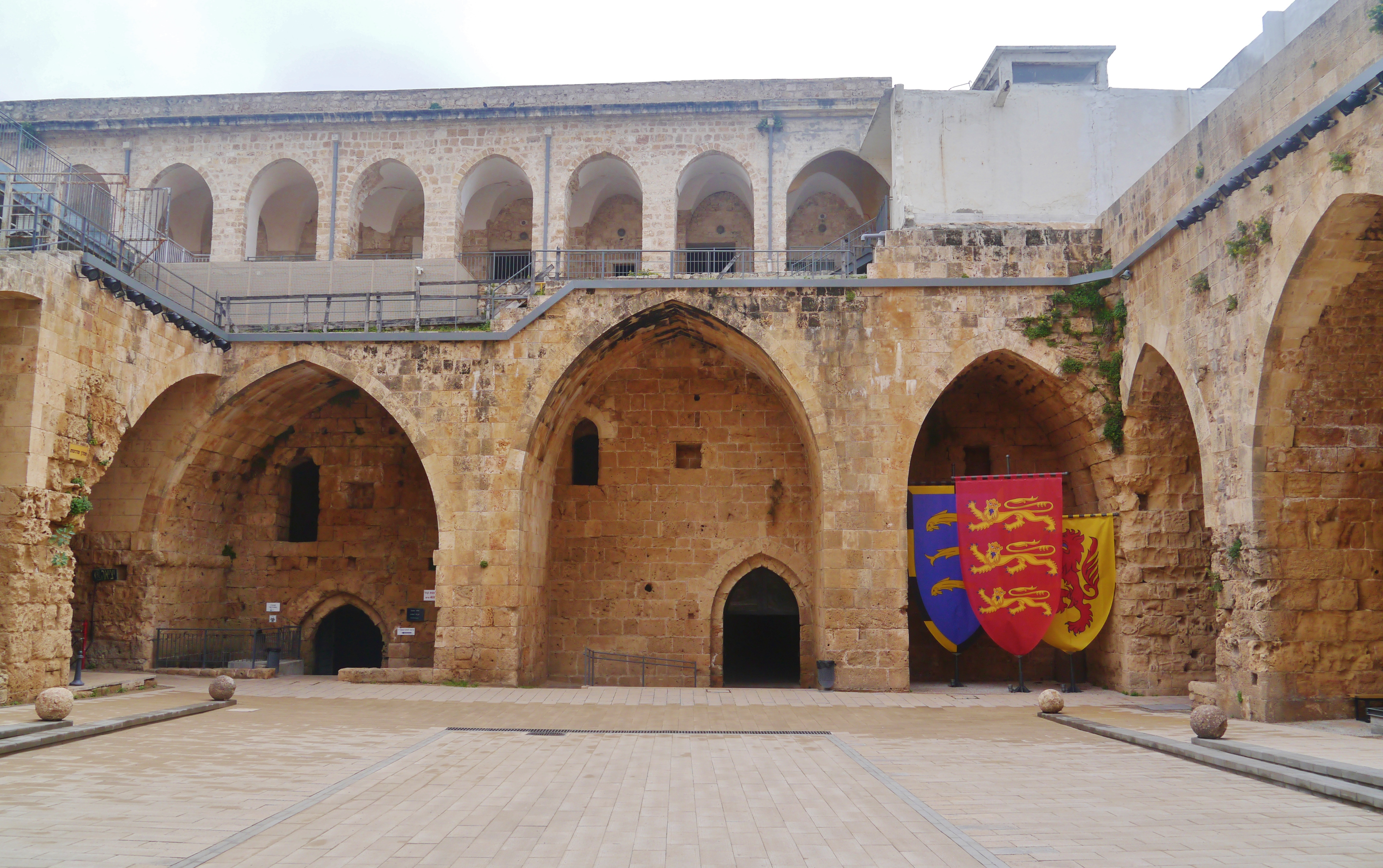
الفناء.
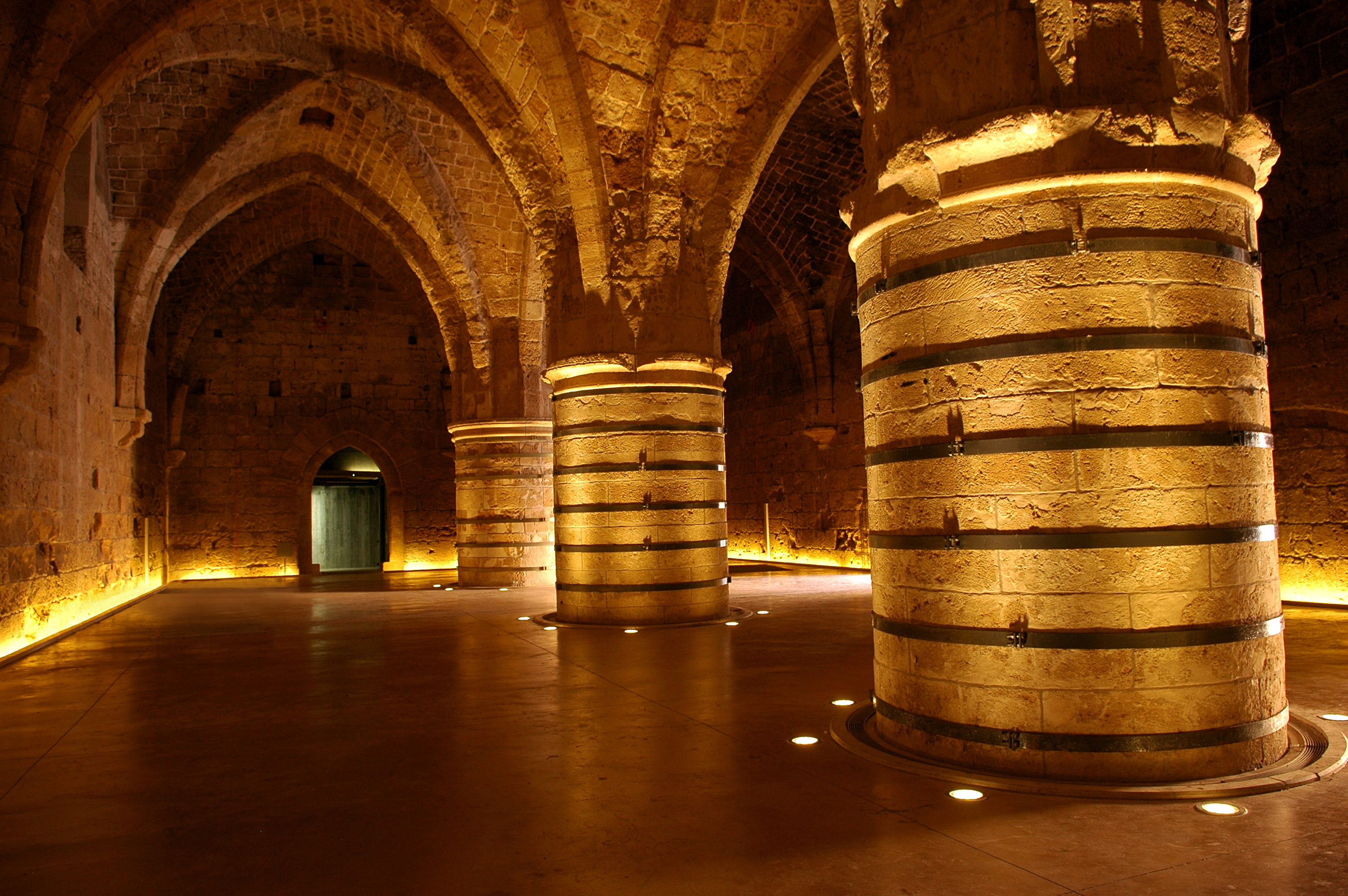
قاعة الطعام.
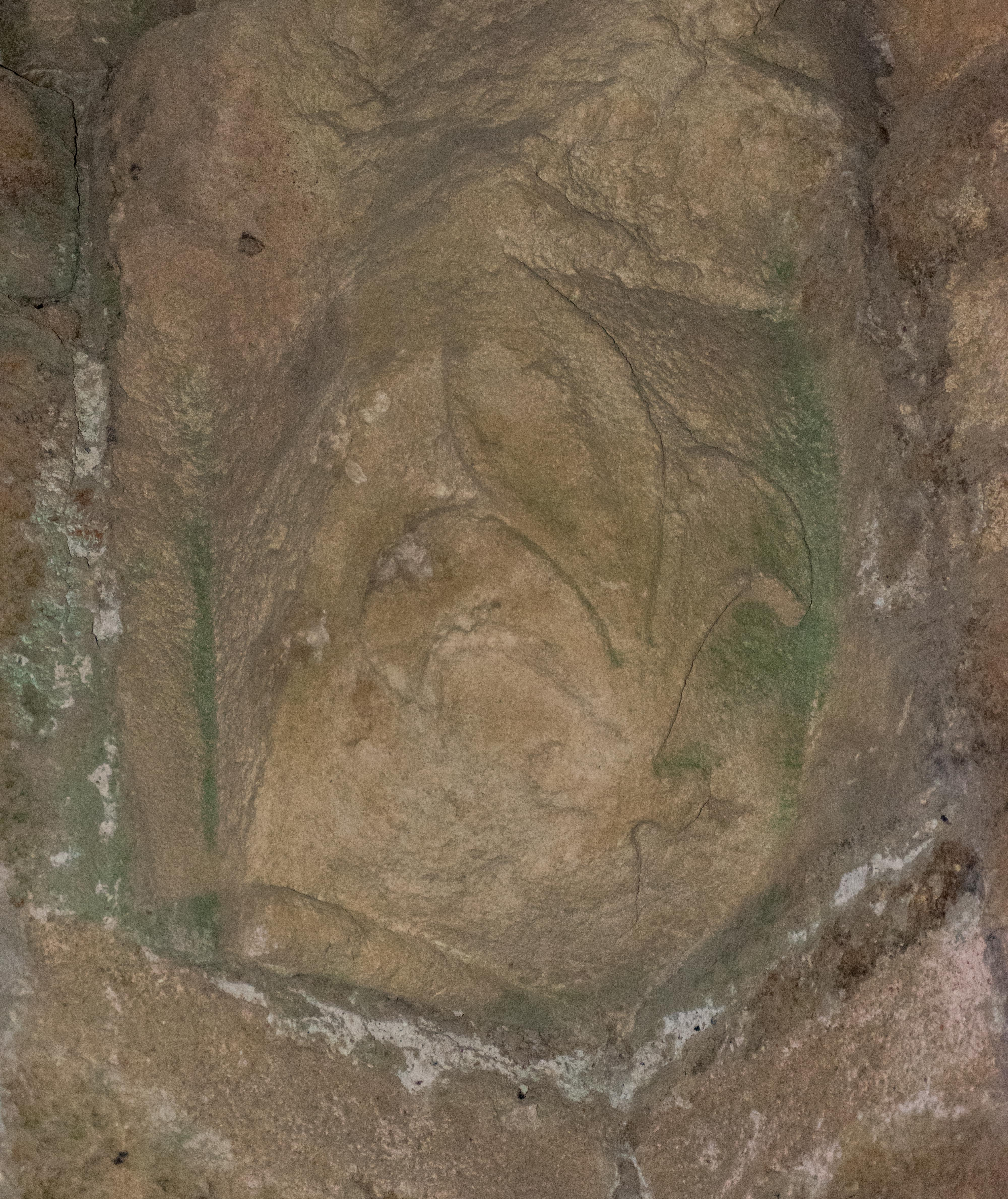
وحدة التحكم مع فلور دي ليس منحوتة.
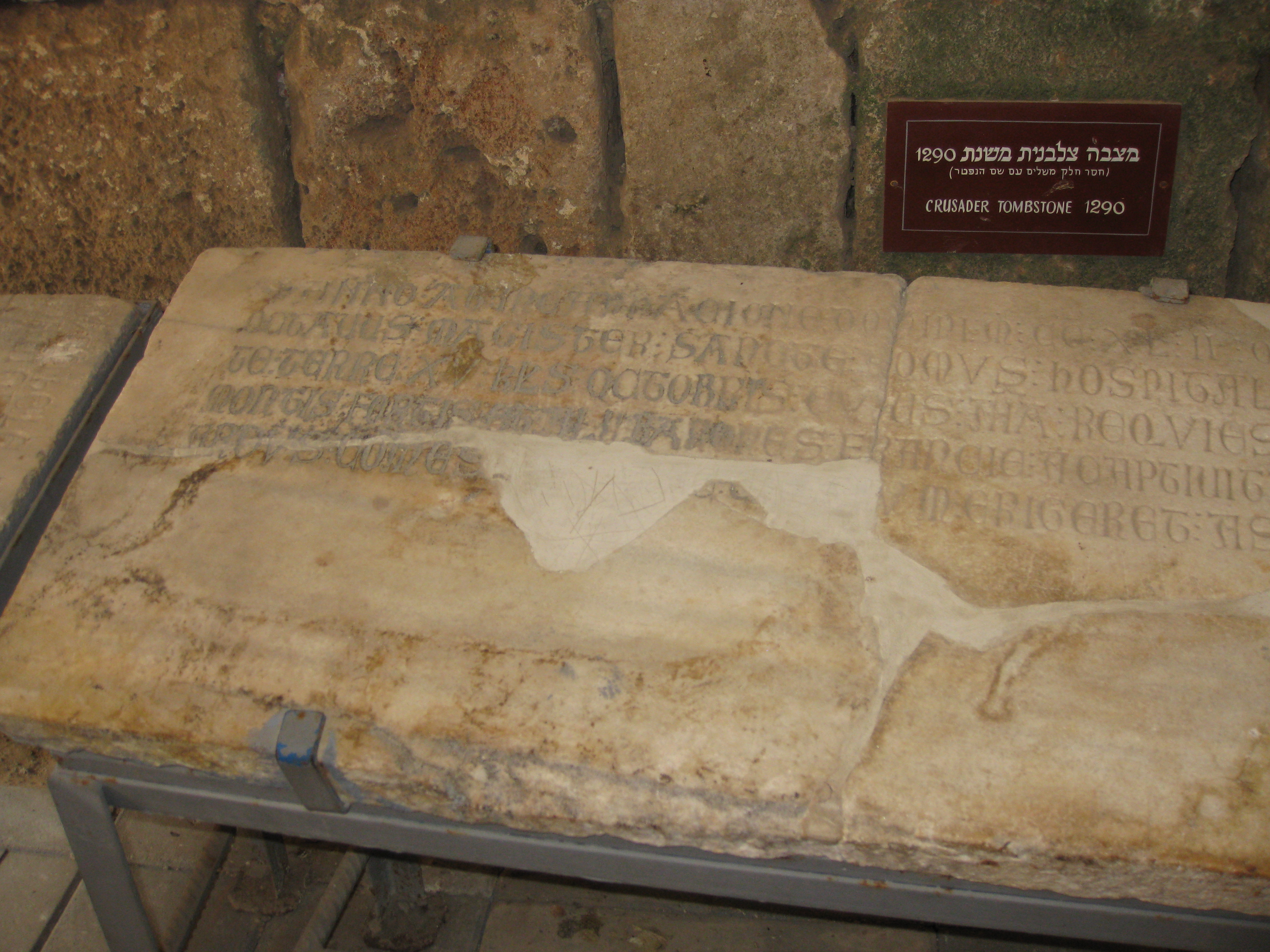
شاهد قبر بيير دي فييل بريودي.
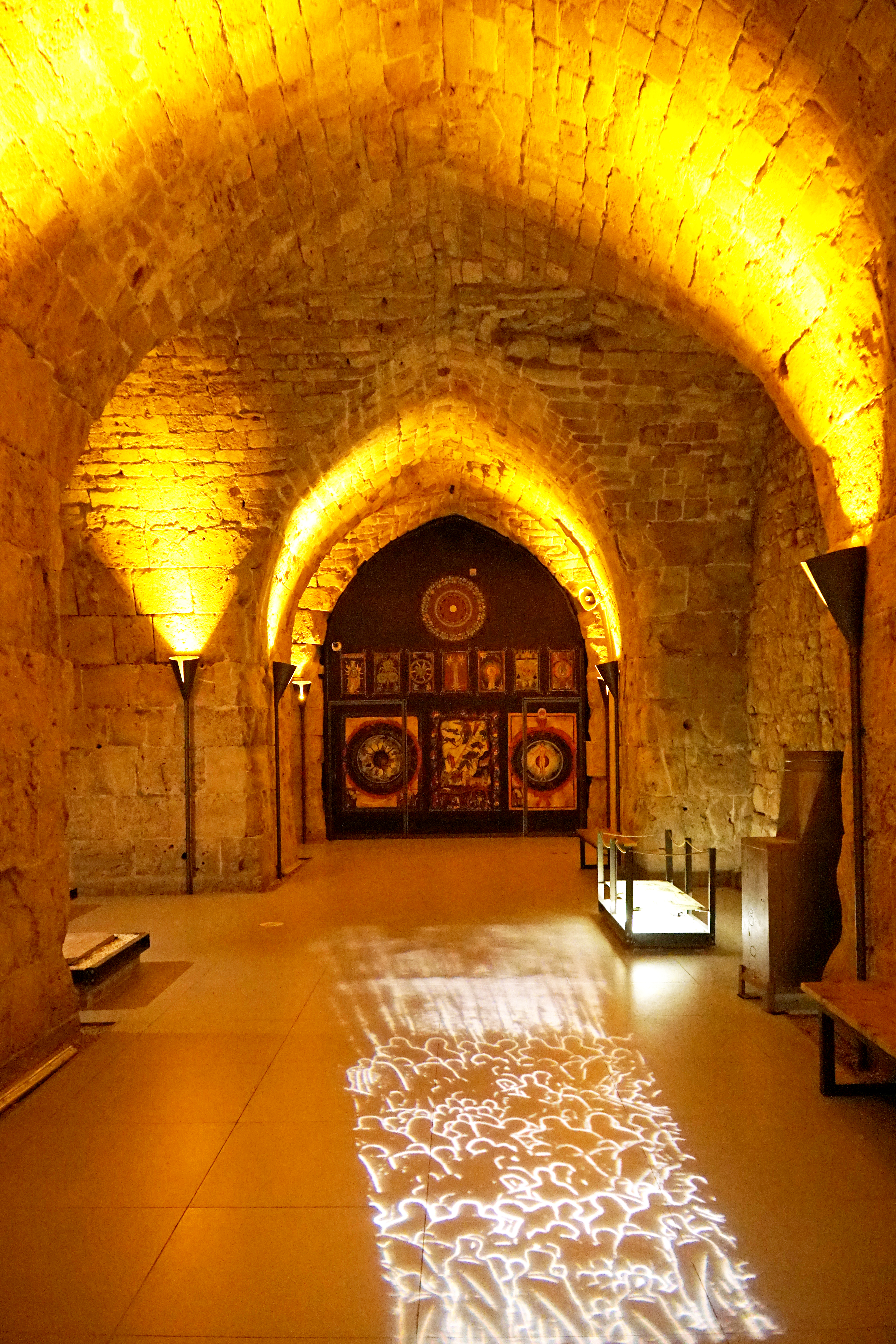
السرداب.
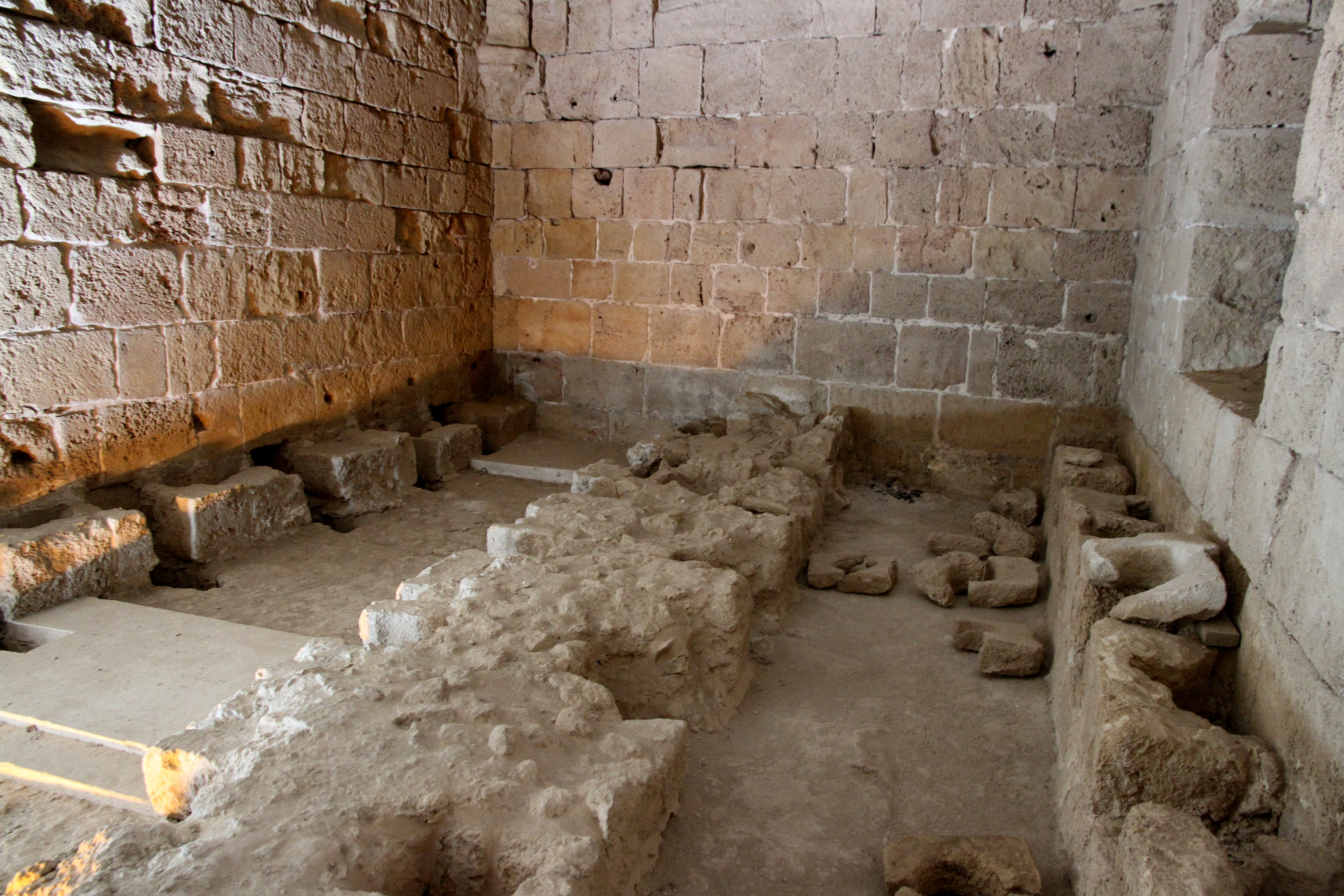
المراحيض.
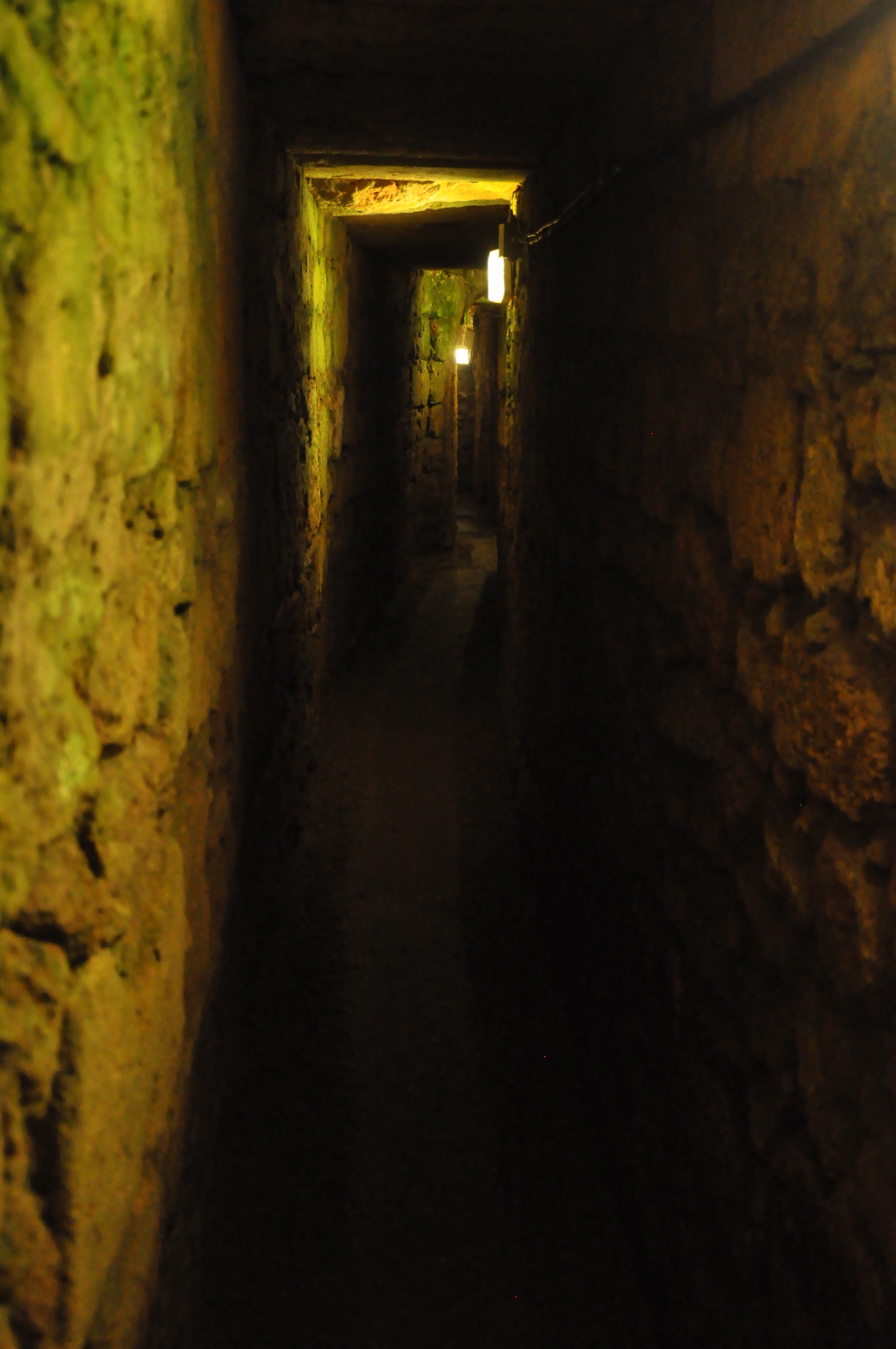
نفق تحت القائد.
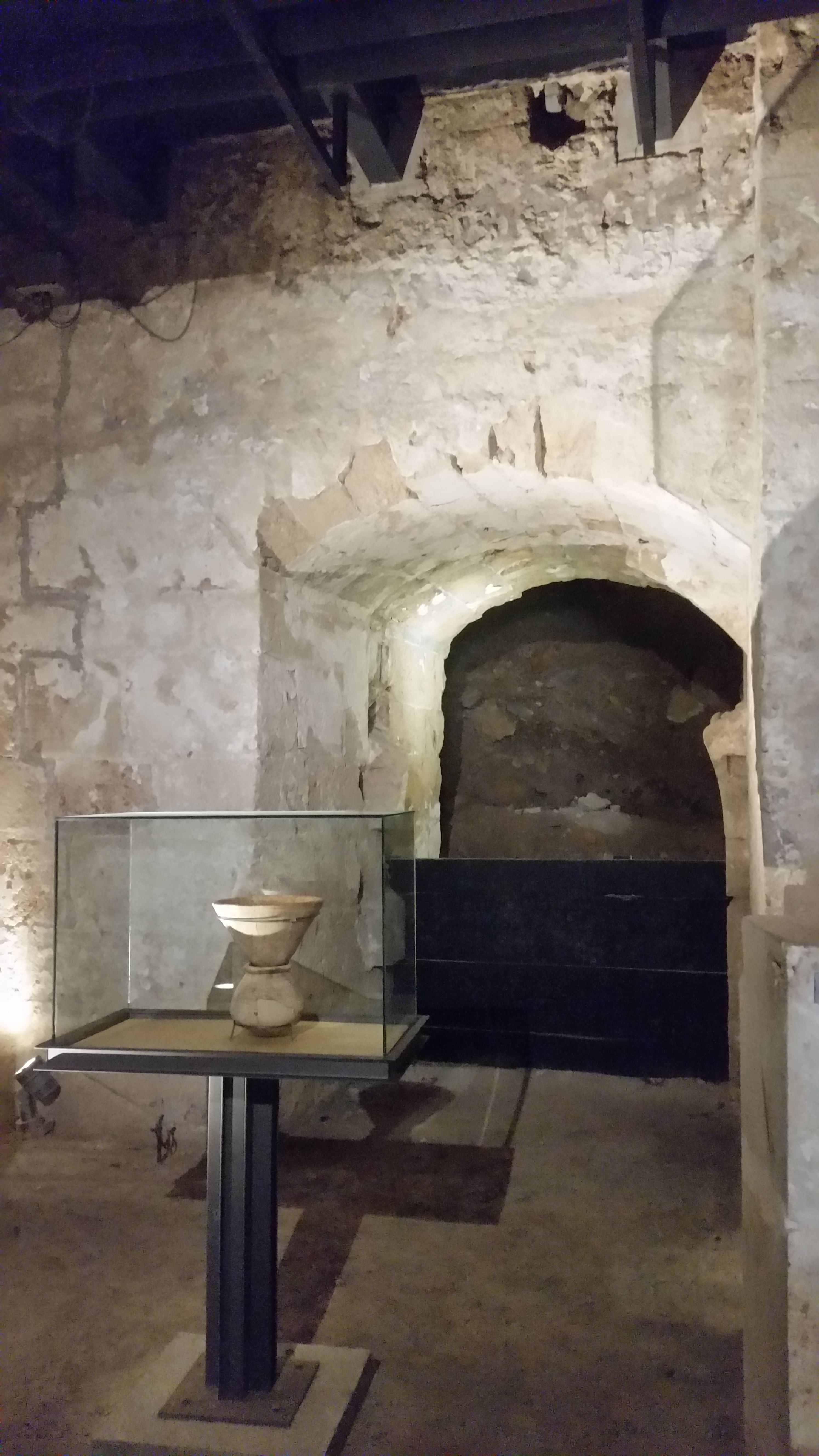
قالب السكر ووعاء دبس السكر.